# مایک مارشال (بازیگر)
مایک مارشال (انگلیسی: Mike Marshall؛ ‏ ۱۳ سپتامبر ۱۹۴۴ – ۲ ژوئن ۲۰۰۵) بازیگر اهل فرانسه بود.
از فیلم‌ها یا برنامه‌های تلویزیونی که وی در آن نقش داشته‌است، می‌توان به هزینه گزافی برای جانم خواهم داد، مونریکر، جنجال بزرگ، روز شغال، انقلاب فرانسه، تهران ۴۳، سوزان، خانم صاحبخانه لان، چشم بیوه، و سلام-خداحافظ اشاره کرد.